# Museo civico e della ceramica (Ariano Irpino)
Il museo civico e della ceramica è ubicato all'interno dello storico palazzo Forte, nel centro antico della città italiana di Ariano Irpino.

## Percorso espositivo
All'interno del museo sono in esposizione permanente rare edizioni a stampa del Cinquecento e del Seicento provenienti dalle librerie di conventi che sorgevano nel comprensorio e che furono soppressi nel corso dell'Ottocento, nonché la fototeca civica dal 1865 al 1955 e una pinacoteca di arte moderna.
Vi si aggiungono poi una donazione privata di ceramiche meridionali-adriatiche del IV-V secolo a.C. e, soprattutto, una vasta raccolta di ceramiche locali risalenti in massima parte al Seicento e al Settecento, sebbene l'intera gamma spazi dal XII al XXI secolo (fatta eccezione per una brocchetta di età longobarda, risalente al VII-VIII secolo, rinvenuta nel 1929 nel castello di Ariano). Tipica è, in modo particolare, la produzione ceramica di busti fittili muliebri dedicati ad antiche divinità femminili, quali la greca Demetra e la sannitica Kere.

## Polo didattico-scientifico

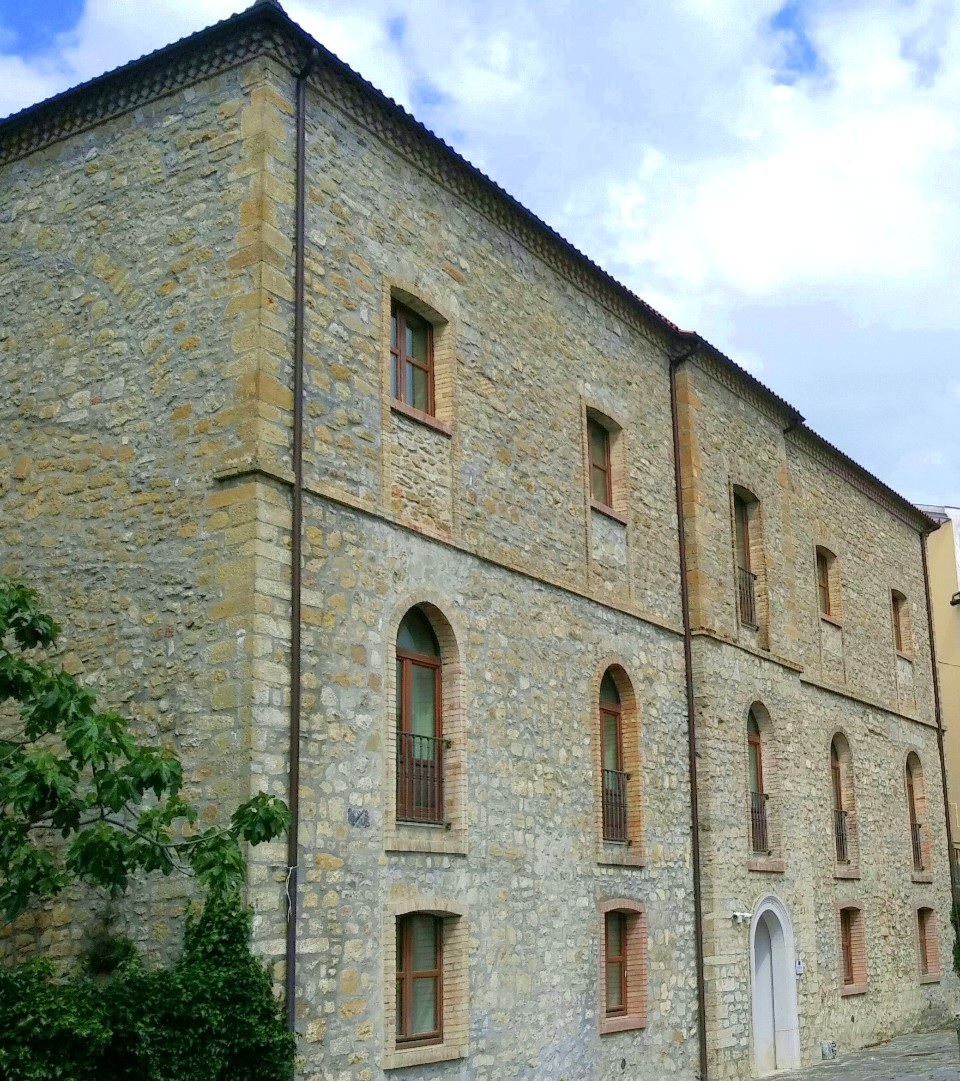
Palazzo San Giacomo, la sede del polo nel rione Tranesi

Il museo dispone di un proprio polo didattico-scientifico operante nel palazzo San Giacomo, nello storico quartiere rupestre Tranesi che ospitava le antiche fornaci della ceramica. Sebbene tale rione extramurale sia così denominato poiché nella seconda metà del Quattrocento fu popolato da rifugiati provenienti da Trani, in realtà le origini storiche della ceramica locale (detta maiolica) sono decisamente più antiche. I reperti rinvenuti in gran numero nel locale castello normanno risalgono infatti quantomeno agli inizi del Trecento, benché i cosiddetti faenzari (maestri ceramisti di cultura artistica faentina, non necessariamente nativi di Faenza) dovettero giungere in città soltanto nei primi decenni del secolo successivo. L'esportazione in Sicilia è comunque attestata dal 1494, ma la capacità produttiva sembra raggiungere i massimi livelli solo nel Settecento. La produzione contemporanea può fregiarsi del marchio CAT (Ceramica Artistica Tradizionale) rilasciato dal Consiglio nazionale ceramico e lo stesso comune di Ariano Irpino, riconosciuto quale centro di affermata tradizione ceramica dal Ministero dello sviluppo economico, è parte integrante dell'Associazione italiana città della ceramica.